# Distritos de Santa Cruz de Tenerife
La ciudad y municipio de Santa Cruz de Tenerife (Canarias, España) se divide en cinco distritos administrativos, que a su vez se subdividen en barrios.

## Historia
Los distritos municipales de Santa Cruz de Tenerife fueron creados por el Reglamento Orgánico de los Distritos de la Ciudad, aprobado por el ayuntamiento en pleno celebrado el 21 de enero de 2005 y cuya entrada en vigor tuvo lugar con su publicación en el Boletín Oficial de la Provincia (BOP) de Santa Cruz de Tenerife el 28 de marzo de ese mismo año.

## Organización administrativa
El gobierno y administración del Distrito corresponde al Tagoror y al Concejal-Presidente del
mismo, los cuales constituyen su organización básica.
Cada Distrito posee una sede en uno de los barrios que lo forman, donde se encuentran las oficinas del Distrito y se llevan a cabo preferentemente las reuniones del Tagoror.

### El Tagoror
Es el órgano de gestión desconcentrada que posibilita la participación de los ciudadanos en el gobierno y la administración de la ciudad, y desde el que se hacen propuestas e iniciativas para mejorar la situación de los distritos a los que representa. En Santa Cruz a estos órganos se les denomina Tagoror, haciendo un homenaje a la asamblea donde se reunían los guanches para tratar los problemas y conflictos bajo la autoridad del mencey.
El Tagoror está compuesto por el Concejal-Presidente y por un número determinado de vocales, representantes de los vecinos. Se establece para cada Distrito un número de vocales en función de la población que lo integra. Los vocales son nombrados por la Alcaldía de entre los vecinos, a propuesta de los grupos políticos con representación municipal atendiendo a la proporcionalidad del Pleno.

### El Concejal-Presidente
El Concejal-Presidente, nombrado y separado por el alcalde, representa al distrito, dirige su administración y ejerce las funciones que se le atribuyen en el Reglamento Orgánico de los distritos de la ciudad de Santa Cruz de Tenerife.

## Distritos de Santa Cruz de Tenerife
| Nº | Distrito       | Habitantes | Barrios | Ubicación |
| -- | -------------- | ---------- | --- | --------- |
| 1  | Anaga          | 13.806     | Afur, Almáciga, Benijo, Casas de La Cumbre, Catalanes, Chamorga, Cueva Bermeja, El Bailadero, El Draguillo, El Suculum, Igueste de San Andrés, La Alegría, La Cumbrilla, Lomo de Las Bodegas, Los Campitos, María Jiménez, Roque Negro, San Andrés (sede del distrito), Taborno, Taganana, Valle Tahodio y Valleseco                  |           |
| 2  | Centro-Ifara   | 52.698     | Barrio Nuevo, Duggi, El Toscal, Ifara, Las Acacias, Las Mimosas, Los Hoteles, Los Lavaderos, Salamanca, Urbanización Anaga, Uruguay, Zona Centro (sede del distrito) y Zona Rambla |           |
| 3  | Salud-La Salle | 67.916     | Buenavista (sede del distrito), Cruz del Señor, Cuatro Torres, Cuesta de Piedra, El Cabo, El Chapatal, El Perú, La Salle, La Salud, La Victoria, Los Gladiolos, Los Llanos, San Sebastián y Villa Ascensión |           |
| 4  | Ofra-Costa Sur | 45.273     | Ballester, Buenos Aires, Camino del Hierro, César Casariego (sede del distrito), Chamberí, Chimisay, Finca La Multa, García Escámez, Juan XXIII, Las Cabritas, Las Delicias, Las Retamas, Mayorazgo, Miramar, Moraditas, Nuevo Obrero, San Antonio, San Pío X, Santa Clara, Somosierra, Tío Pino, Tristán, Villa Benítez y Vistabella |           |
| 5  | Suroeste       | 47.408     | Acorán, Añaza, El Sobradillo (sede del distrito), El Chorrillo, Barranco Grande, El Tablero, La Gallega, Llano del Moro, Los Alisios, Santa María del Mar, El Rosarito y Tíncer |           |